# Sybota atlantica
Espèce
Sybota atlantica est une espèce d'araignées aranéomorphes de la famille des Uloboridae.

## Distribution
Cette espèce est endémique de la province de Buenos Aires en Argentine,.

## Description
Le mâle holotype mesure 4,76 mm et la femelle paratype 7,35 mm.

## Publication originale
- Grismado, 2001 : Notes on the genus Sybota with a description of a new species from Argentina (Araneae, Uloboridae). Journal of Arachnology, vol. 29, no 1, p. 11-15 (texte intégral).